# Райсигер, Карл Готлиб
Карл Готлиб Райсигер (нем. Carl Gottlieb Reissiger; 31 января 1798, Бельциг ― 7 ноября 1859, Дрезден) ― немецкий композитор и дирижёр. Брат Фридриха Августа Райсигера.

## Биография
Старший сын в семье органиста и хормейстера Кристиана Готлиба Райсигера родился в Бельциге 31 января 1798 года. Первые уроки игры на фортепиано и скрипке получил от отца.
Уже в возрасте десяти лет выступал как пианист и сопровождал хоровое пение игрой на органе. В 1811—1818 годах учился в лейпцигской школе Святого Фомы по классам фортепиано и композиции у Иоганна Готфрида Шихта, а также совершенствовался как скрипач, альтист и занимался пением.
Заинтересовавшись теологией, в 1818 года стал посещать лекции в Лейпцигском университете, но по совету Шихта не стал его оканчивать. Также, с 1818 по 1820 год он был второй скрипкой и альтистом в оркестре Лейпцигского театра (Gewandhaus Orchestra). В 1821 году получил стипендию прусского правительства и отправился сначала в Вену, где в течение одного года занимался музыкой у Сальери; с 1822 года совершенствовался в композиции в Мюнхене у Петера фон Винтера.
Попытки Райсигера получить работу оказались тщетными, однако в 1824 г. в Дрездене под управлением Вебера была поставлена его первая опера ― «Покинутая Дидона». Спектакль имел некоторый успех, и прусский король выделил молодому композитору сумму в 500 талеров, чтобы тот мог завершить своё музыкальное образование в Италии. В течение года Райсигер изучал в Риме старинную музыку под руководством Джузеппе Баини, крупнейшего в то время специалиста по музыке Палестрины, а в 1825 году вернулся в Берлин, где начал преподавать дирижирование.
В 1826 году, первоначально он был назначен музыкальным руководителем Немецкой оперы в Дрездене как преемник Генриха Маршнера, а после смерти Вебера занял его место дирижёра Придворной оперы в Дрездене и занимал эту должность до своей смерти.

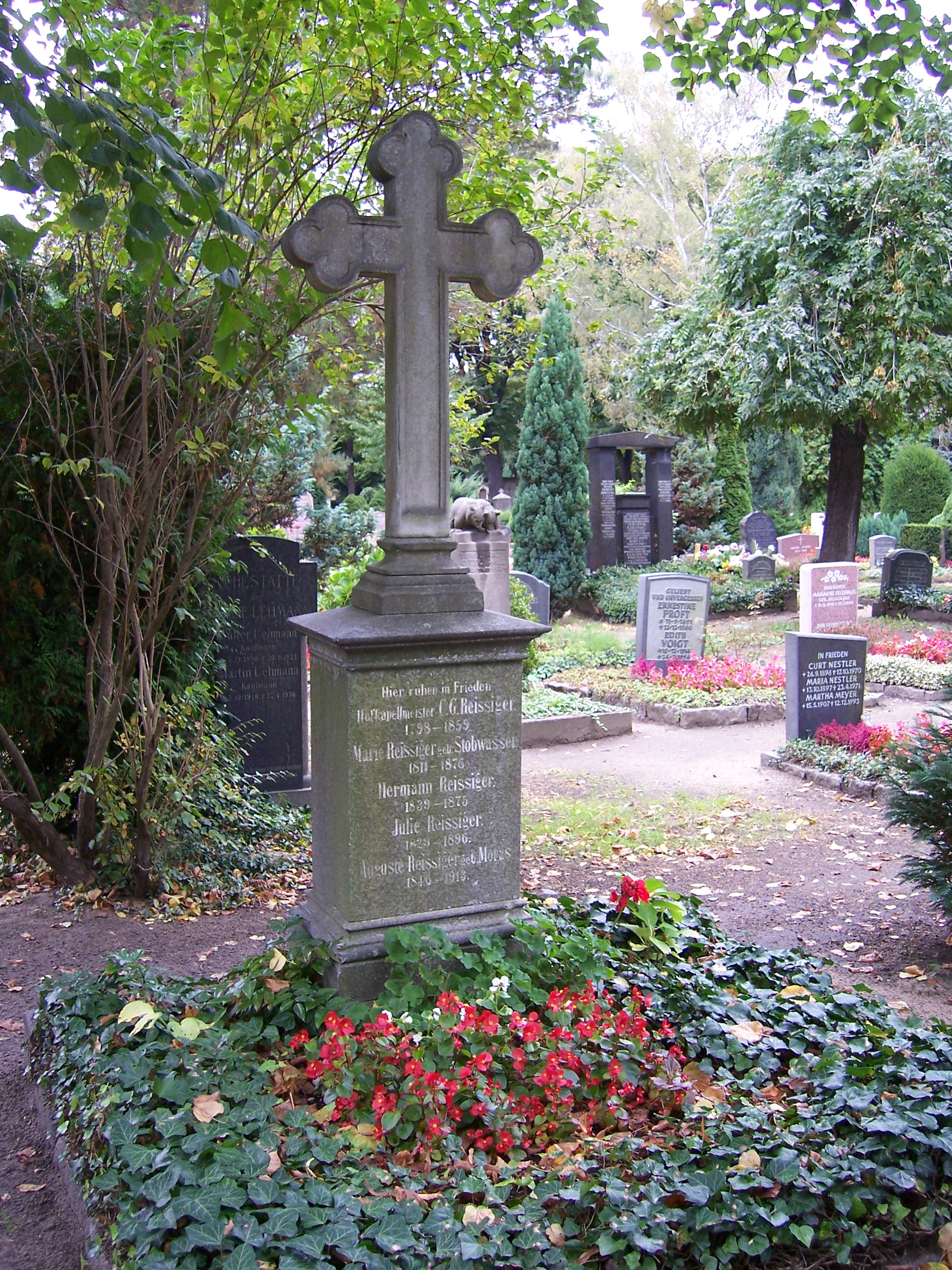
Могила К. Г. Райсигера

Прославившись как дирижёр немецких опер, уже в 1828 году он получил пост капельмейстера, который затем занимал до конца жизни. Под руководством Райсигера в 1841 году с успехом состоялась премьера оперы Вагнера «Риенци», а вскоре и сам Вагнер был принят в театр на должность второго капельмейстера. В 1849 году Вагнер и Райсигер поссорились: последний отказался написать оперу на либретто, предложенное Вагнером, и тот в гневе вскоре покинул Дрезден. В дальнейшем он неоднократно отзывался о Райсигере в крайне враждебном духе, называя филистером и противником своих новаторских идей. Тем не менее Райсигер вынашивал планы поставить в 1852 году оперу Вагнера «Тангейзер», однако они не осуществились.
В 1851 году Райсигер был назначен главным капельмейстером театра. К этому времени он уже был известен в Европе как первоклассный дирижёр, а Дрезденская опера под его руководством славилась как одна из лучших оперных трупп Германии. Райсигера часто приглашали руководить музыкальными фестивалями, он охотно давал мастер-классы и преподавал теорию, среди его учеников были Клара Шуман, Густав Меркель, Иоахим Рафф. В 1856 году Райсигер был также привлечён к общему музыкальному руководству впервые созданной в Дрездене консерватории.
Наследие Райсигера-композитора обширно: ему принадлежат более двухсот сочинений, в том числе восемь опер, симфония, оратории и мессы, песни, произведения для фортепиано и камерных ансамблей. Особое место в его творчестве занимают сочинения для кларнета, посвящённые дрезденскому музыканту Иоганну Готлибу Котте.
Был членом масонских лож Balduin zur Linde  в Лейпциге и Zu den Drei Schwertern и Astraa zur Grünenden Raute в Дрездене.
Умер 7 ноября 1859 года в Дрездене. Похоронен на Троицком кладбище.